# Gatesgarth
Gatesgarth – wieś w Anglii, w Kumbrii, w dystrykcie (unitary authority) Cumberland. Leży 46 km na południowy zachód od miasta Carlisle i 395 km na północny zachód od Londynu.